# Rosa foliolosa
Rosa foliolosa är en rosväxtart som beskrevs av Thomas Nuttall, John Torrey och Gray. Rosa foliolosa ingår i släktet rosor, och familjen rosväxter. Utöver nominatformen finns också underarten R. f. alba.

## Bildgalleri

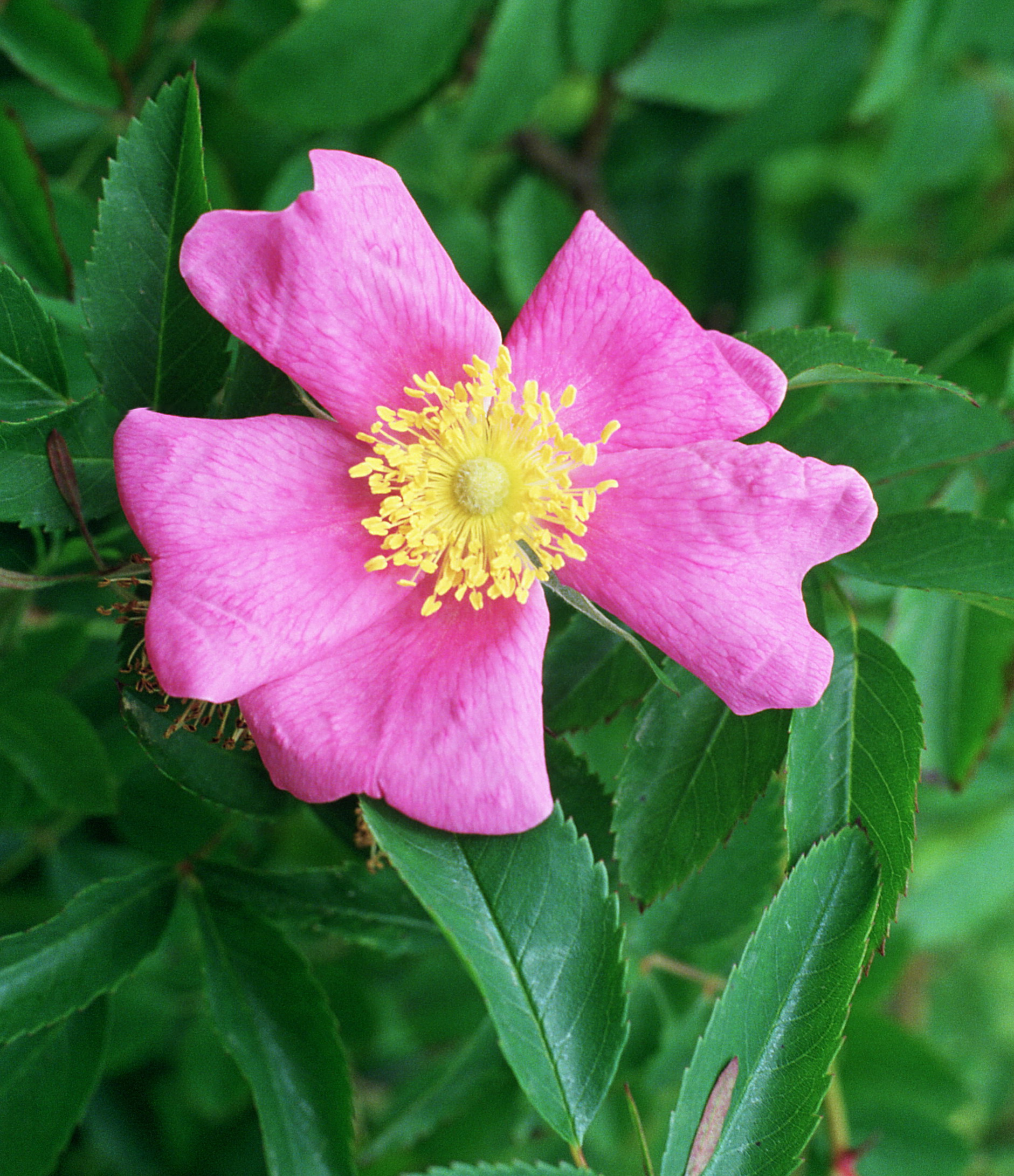